# Liberty Hill
Liberty Hill è una città degli Stati Uniti d'America, situata nello Stato del Texas, nella Contea di Williamson.